# Campeonato Uruguaio de Futebol de 1956 – Segunda Divisão
O Campeonato Uruguaio de Segunda Divisão de 1956, também conhecido oficialmente como Campeonato Uruguayo de Primera División "B" de 1956 ou simplesmente como Primera "B" de 1956, foi a décima quinta edição do torneio de segundo nível do futebol profissional do Uruguai. O Fénix conquistou seu primeiro título da categoria, garantindo a promoção à primeira divisão do Campeonato Uruguaio, enquanto o Uruguay Montevideo foi rebaixado pelo sistema de promedios.

## Regulamento
O torneio seguiu o formato tradicional de pontos corridos com oito equipes. Cada clube enfrentou os demais três vezes (turno, returno e turno extra), totalizando 21 rodadas. O sistema de pontuação atribuía:
- 2 pontos por vitória
- 1 ponto por empate
- 0 pontos por derrota

O acesso foi decidido por:
- Promoção automática: O campeão (1º colocado) ascendeu diretamente à primeira divisão do Campeonato Uruguaio de 1957.[1]

O rebaixamento utilizou o critério de promedios (média de desempenho em duas temporadas):
- Para clubes presentes em 1955 e 1956: média aritmética dos pontos nestes anos.
- Para casos especiais de clubes que subiram ou desceram entre divisões: apenas os pontos de 1956.

O lanterna no promedio foi rebaixado à terceira divisão.

## Participantes
- Bella Vista, Canillitas, Central, Fénix, Colón e Miramar: Permaneceram da temporada anterior.[1]
- River Plate: Rebaixado da primeira divisão do Campeonato Uruguaio em 1955.[1]
- Uruguay Montevideo: Promovido da terceira divisão do Campeonato Uruguaio.[1]

## Classificação Final
| #  | Equipe             | PTS | J  | V  | E | D  | GP | GC | SG  |
| -- | ------------------ | --- | -- | -- | - | -- | -- | -- | --- |
| 1º | Fénix              | 31  | 21 | 14 | 3 | 4  | 38 | 20 | 18  |
| 2º | Central            | 29  | 21 | 13 | 3 | 5  | 33 | 19 | 14  |
| 3º | River Plate        | 24  | 21 | 10 | 4 | 7  | 36 | 30 | 6   |
| 4º | Canillitas         | 23  | 21 | 10 | 3 | 8  | 24 | 25 | −1  |
| 5º | Bella Vista        | 17  | 21 | 6  | 5 | 10 | 25 | 38 | −13 |
| 6º | Colón              | 16  | 21 | 4  | 8 | 9  | 25 | 30 | −5  |
| 7º | Miramar            | 16  | 21 | 4  | 8 | 9  | 31 | 39 | −8  |
| 8º | Uruguay Montevideo | 12  | 21 | 5  | 2 | 14 | 27 | 38 | −11 |

| Fonte: Segunda División Profesional (em castelhano) |

### Médias de rebaixamento (1955–1956)
| #  | Equipe             | Promedio |
| -- | ------------------ | -------- |
| 1º | Fénix              | 27.0     |
| 2º | Central            | 26.0     |
| 3º | River Plate        | 24.0     |
| 4º | Canillitas         | 20.0     |
| 5º | Bella Vista        | 19.0     |
| 6º | Colón              | 17.5     |
| 7º | Miramar            | 17.5     |
| 8º | Uruguay Montevideo | 12.0     |

| Fonte: Segunda División Profesional (em castelhano) |

## Promoção e Rebaixamento
- Promovido à primeira divisão do Campeonato Uruguaio (1957): Fénix.[5][6]
- Rebaixado por promedio: Uruguay Montevideo.[7]

## Estatísticas

### Artilharia
- P. Santos (Central): 10 gols.[8]

## Movimentação para 1957
- Rebaixado da primeira divisão do Campeonato Uruguaio: Sud América
- Promovido da terceira divisão do Campeonato Uruguaio: Progreso